# Ebenezer Howardpark
Het Ebenezer Howardpark is een park tussen de Filmwijk en de Parkwijk in Almere.
Het park wordt door een beplante geluidswal gescheiden van de Veluwedreef. Het park heeft een trapveldje. Over het gebied gaat een hoogspanningsleiding. Het Howardpark is genoemd naar de Britse journalist en ontwerper van tuinsteden, Ebenezer Howard.

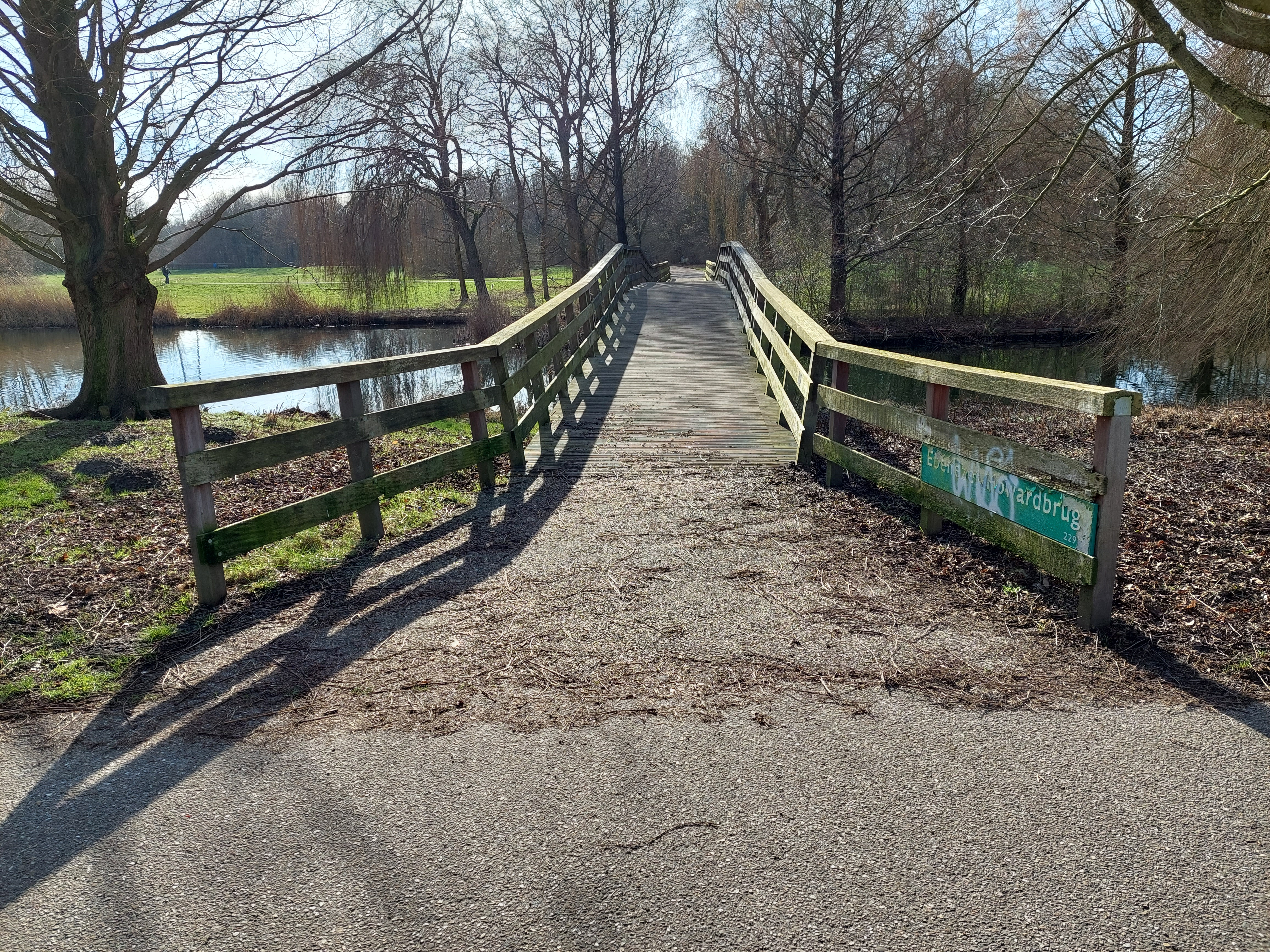
Ebenezer Howardbrug met op de achtergrond het Ebenezer Howardpark

Beatrixpark ·
Beginbos ·
Bos der Onverzettelijken ·
Cascadepark ·
Den Uylpark ·
Ebenezer Howardpark ·
Hannie Schaftpark ·
Homeruspark ·
Stadslandgoed de Kemphaan ·
Kromslootpark ·
Lage Vaartoever ·
Laterna Magikapark ·
Leeghwaterplas ·
Lumièrepark ·
Meridiaanpark ·
Muzenpark ·
Noorderleede Oever ·
Oostelijke Groene Wig ·
Overgooische Zoom ·
Polderpark ·
Vroege Vogelbos ·
Westelijke Groene Wig